# Dalnegorsk-incident
Het Dalnegorsk-incident, ook bekend als het Hoogte 611-ufo-incident, verwijst naar een vermeende ufo-crash in Dalnegorsk, kraj Primorje, Sovjet-Unie, op 29 januari 1986. Hoogte 611 (ook bekend als de Izvestkovaya-berg) is een heuvel gelegen op het grondgebied van de stad.

## Omschrijving
29 januari 1986. Een rode bal werd opgemerkt door de inwoners van de stad om ongeveer 8 uur 's morgens. Ooggetuigen zeggen dat de bal ongeveer de grootte had van een halve maanschijf. De bal vloog parallel aan de grond en er waren geen geluiden hoorbaar die wezen op een toestel in vlucht. Later werd vastgesteld dat de snelheid van de vliegende bal ongeveer 54 km/u was, en dat hij zo'n 700 tot 800 meter boven de grond zweefde. Toen de bal Hoogte 611 had bereikt, begon hij te dalen en viel dan neer op de heuvel. Alle getuigen behalve één verklaarden dat er niets te horen was toen de bal de grond raakte.
Drie dagen na het incident klom een groep ufologen onder leiding van Valery Dvuzhilny de heuvel op. Ze ontdekten een plaats verschroeide aarde met een omvang van ongeveer twee bij twee meter. De grond leek te zijn getroffen door zeer hoge temperaturen. De rotsen in de omgeving waren bedekt met een zwarte laag, en er lagen ook resten van een verbrande boom op de landingsplaats. Op enkele van de rotsen lagen druppels metaal, dat later als lood werd geïdentificeerd. Ook waren er zwarte glasachtige druppels te vinden op de site. De straling in de omgeving was normaal. De groep nam foto's van de site met twee verschillende toestellen, maar toen later de film werd ontwikkeld stond er niets op.